# Lon Chaney
Lon Chaney, pseudonimo di Leonidas Frank Chaney (Colorado Springs, 1º aprile 1883 – Los Angeles, 26 agosto 1930), è stato un attore, regista, sceneggiatore e truccatore statunitense.
Fu uno dei migliori attori caratteristi della storia del cinema e sebbene sia ricordato maggiormente per le sue interpretazioni nei film dell'orrore dell'epoca del cinema muto statunitense, Chaney prese parte a oltre 150 pellicole, delle quali solo una decina possono effettivamente essere considerate appartenenti al genere (questi film, in quegli anni, venivano chiamati "dark melodramas"). Per la sua notevole abilità con il trucco, gli venne dato il soprannome de "L'uomo dalle mille facce" (The Man of a Thousand Faces). La sua vita ha anche ispirato un omonimo film biografico con James Cagney nel 1957.

## Biografia

### Gioventù e attività teatrale

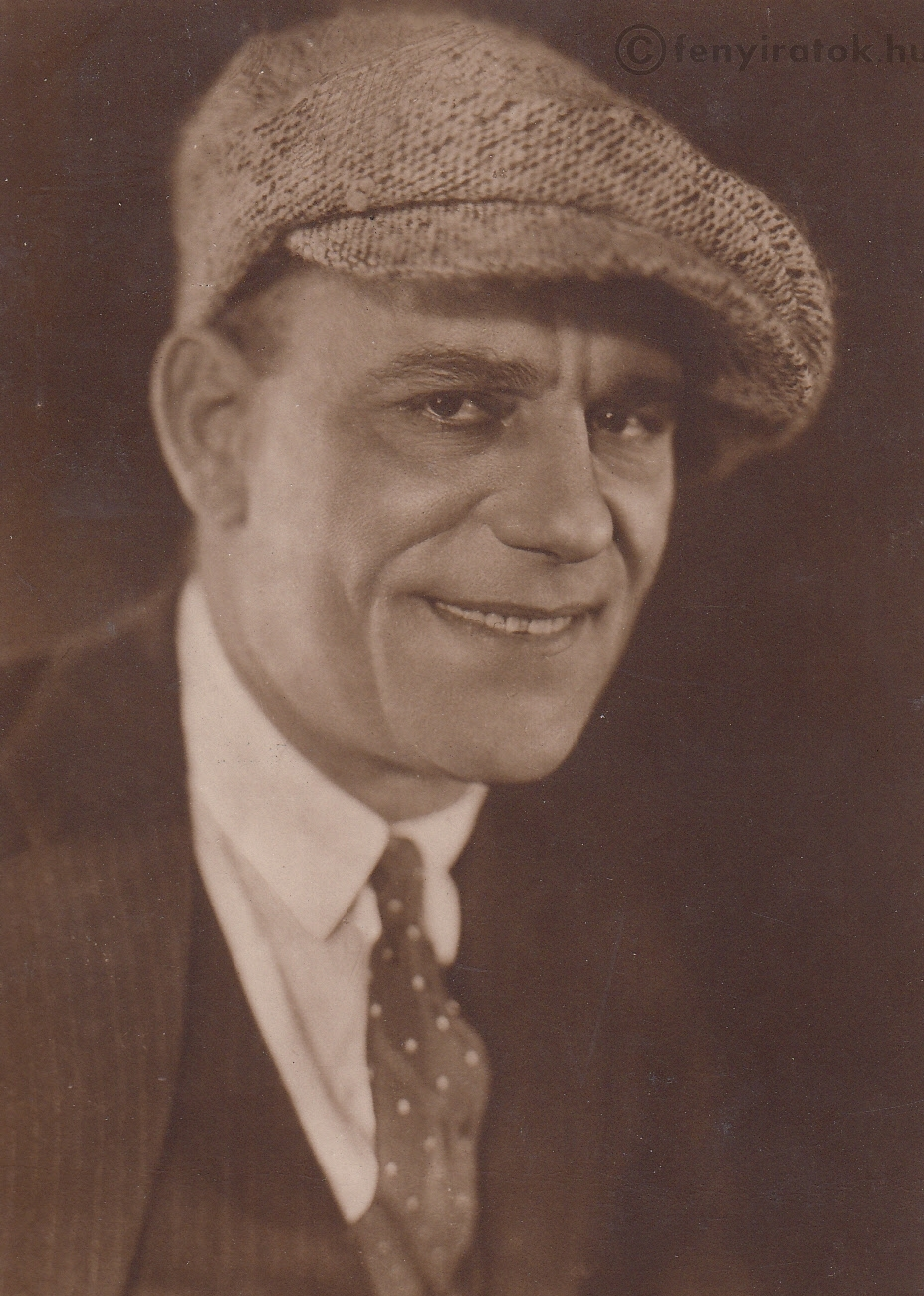
Lon Chaney nel 1926

Leonidas Frank Chaney nacque a Colorado Springs, Colorado, da Frank H. Chaney ed Emma Alice Kennedy. Il padre aveva discendenze inglesi e francesi, mentre la madre era di origini scozzesi, inglesi e irlandesi; il nonno materno, Jonathan Ralston Kennedy, fondò nel 1874 la "Colorado School for the Education of Mutes" (ora nota come Colorado School for the Deaf and Blind), dove si conobbero i genitori del futuro attore i quali erano entrambi sordomuti e il figlio divenne bravissimo a comunicare con loro attraverso i gesti e la mimica facciale, un'abilità che mantenne e che divenne una delle componenti del suo successo.
Abbandonò presto la scuola per occuparsi dei genitori e fece svariati lavori prima di approdare al teatro, dove si occupò di tutto (fu trovarobe, attore, autore, impresario) e dove acquisì un'eccezionale abilità nel trucco, al punto da sostenere, per carenza di personale, fino a cinque parti in una stessa commedia senza che il pubblico se ne accorgesse. Intraprese la carriera teatrale nel 1902, e divenne abbastanza noto recitando in vari spettacoli di Vaudeville. Nel 1905, all'epoca ventiduenne, conobbe e sposò la cantante sedicenne Cleva Creighton (Frances Cleveland Creighton) e nel 1906 nacque il loro unico figlio, Creighton Tull Chaney (che in seguito diverrà noto come attore come Lon Chaney Jr.). La famiglia si stabilì in California nel 1910.
Insorsero problemi matrimoniali, e il 30 aprile 1913 Cleva si recò al Majestic Theater di Los Angeles, dove Lon stava recitando in uno spettacolo della compagnia teatrale Kolb and Dill, e tentò il suicidio prendendo dei barbiturici. Il tentato suicidio fallì ma rovinò la sua carriera artistica di cantante e il successivo scandalo portò la coppia al divorzio e Chaney si allontanò dall'ambiente teatrale per passare al cinema.
Chaney si risposò con una delle sue ex colleghe della compagnia Kolb & Dill, una corista di nome Hazel Hastings della quale si sa poco, tranne che il matrimonio con Chaney fu solido e la coppia rimase insieme per sempre. Con il matrimonio, la coppia acquisì la custodia del figlio di 10 anni di Chaney, Creighton, che fin dal divorzio con Cleva nel 1913 era stato messo in collegio.

### Carriera cinematografica

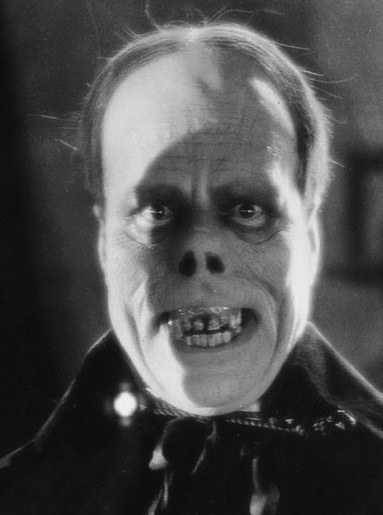
Lon Chaney truccato ne Il fantasma dell'Opera (1925)

In un periodo imprecisato tra il 1912 e il 1917, lavorò sotto contratto con la Universal recitando in parti da caratterista. Durante questo periodo, fece amicizia con la coppia formata dal regista Joe De Grasse e dalla moglie Ida May Park, e il regista gli diede ruoli sostanziali nelle sue produzioni, incoraggiandolo a interpretare personaggi macabri o grotteschi.

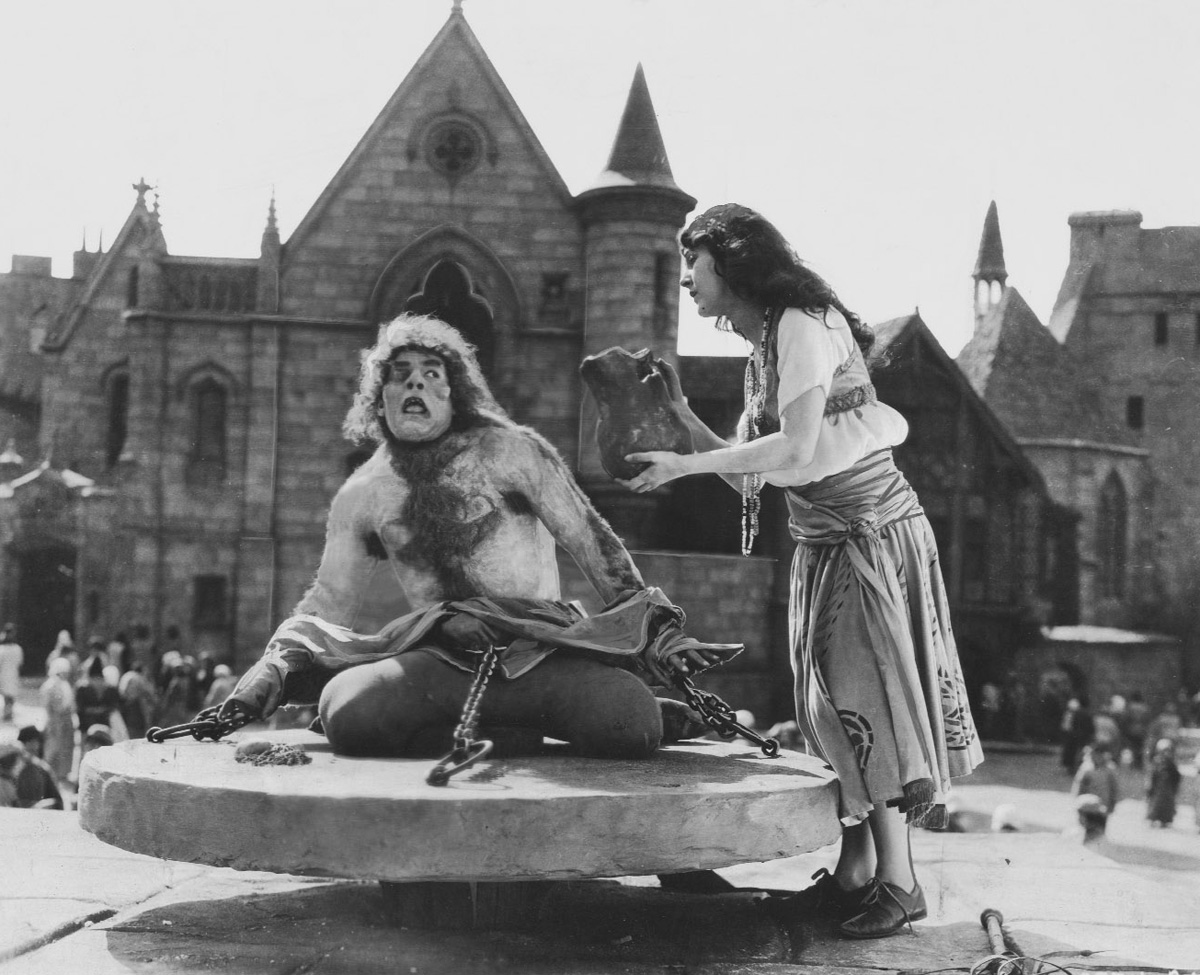
Il gobbo di Notre Dame (1923)

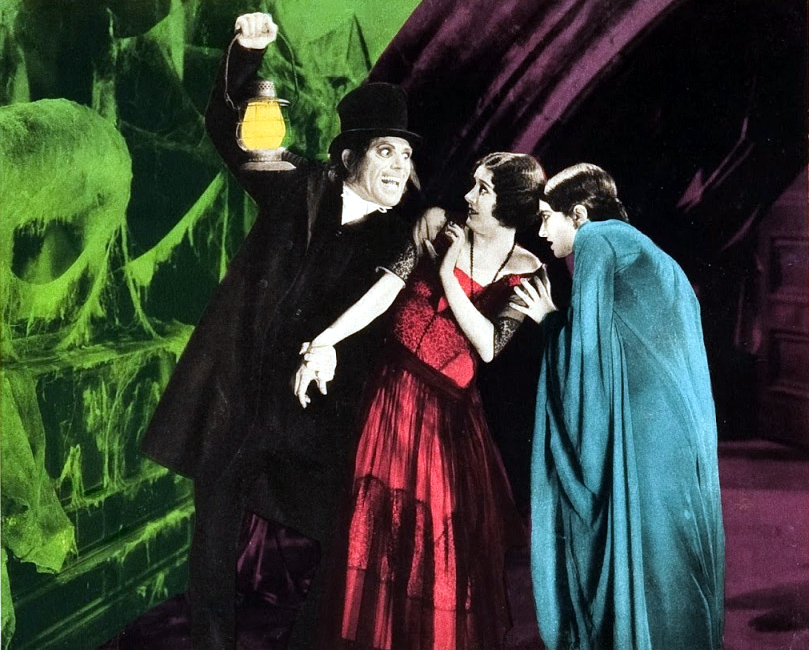
Lon Chaney in una scena "colorata" artificialmente del film perduto Il fantasma del castello (1927)

Esordì come comparsa nel cinema verso il 1912, interpretando film comici e western; per sei dei quali fu anche regista. Nel 1919, con L'uomo del miracolo di George Loane Tucker, trovò la strada che gli era più congeniale e per dieci anni interpretò una serie di personaggi deformi, mostruosi, mutilati, raccapriccianti. Per rappresentarli nel modo più realistico, non esitò a sottoporsi a trattamenti dolorosi e pericolosi, ma soprattutto perfezionò l'arte del trucco cinematografico, servendosi anche di un notevole acume psicologico e di grande sensibilità. Il film mostrò non solo le sue capacità attoriali, ma anche il suo talento come trasformista e truccatore. Il plauso da parte della critica e un incasso superiore ai due milioni di dollari lo resero il caratterista più celebre e ricercato d'America. Ma l'aspetto grottesco non era tutto in quanto i suoi personaggi erano molto realistici, capaci di provare tanto odio e disprezzo quanto amore e dolore. Così, grazie alla sua versatilità e al realismo sia nella recitazione che nel trucco, nel 1922, sulle locandine del suo ultimo film, Primavera nordica, fu chiamato, per la prima volta, "L'uomo dalle mille facce" ("The Man of a Thousand Faces"), un soprannome che rimarrà per sempre nella storia del cinema.
L'arte del trucco agli albori dell'industria del cinema era praticamente inesistente con l'eccezione di barbe e baffi finti per connotare i personaggi "malvagi". La maggior parte di ciò che gli studi di Hollywood sapevano in materia derivava dalla loro esperienza con il trucco teatrale, ma questo non sempre si trasferiva bene sul grande schermo, in particolare con il miglioramento della qualità della pellicola nel tempo. Inoltre non vi erano ancora addetti specializzati al trucco durante l'epoca di Chaney. Prima della metà degli anni venti, gli attori dovevano truccarsi da soli. In assenza di truccatori professionisti, il talento per il trasformismo diede a Chaney un grosso vantaggio nei confronti dei suoi colleghi. Era un artista completo e i selezionatori di cast sapevano che avrebbero potuto affidargli qualsiasi ruolo. In alcuni casi il suo talento gli permise di interpretare due ruoli in contemporanea come nel film Il fuorilegge (1920), in cui interpreta un personaggio che spara e uccide un altro personaggio, sempre da lui interpretato. Nella parte di Quasimodo, il campanaro deforme di Notre-Dame, e di Erik, il "fantasma" dell'Opéra di Parigi, creò due dei personaggi più grottescamente deformi di sempre nella storia del cinema. Tuttavia le sue interpretazioni cercavano di suscitare un alto grado di simpatia e pathos tra gli spettatori non terrorizzati o respinti in modo schiacciante dalle mostruose deformazioni di queste vittime del destino.

In un articolo autobiografico del 1925 pubblicato sulla rivista Movie, Chaney scrisse: "Volevo ricordare alla gente che i tipi più bassi di umanità possono avere in loro una capacità di sacrificio supremo. Il mendicante nano più disadattato, può avere gli ideali più nobili. La maggior parte dei miei ruoli da "mostro", come ne Il fantasma dell'Opera, L'uomo che prende gli schiaffi, Il trio infernale, ecc... , hanno portato avanti il tema del sacrificio personale o della rinuncia. Queste sono le storie che desidero fare". Il talento di Chaney si estendeva oltre il genere horror e il trucco scenico. Egli era anche ballerino, cantante e un comico altamente qualificato.

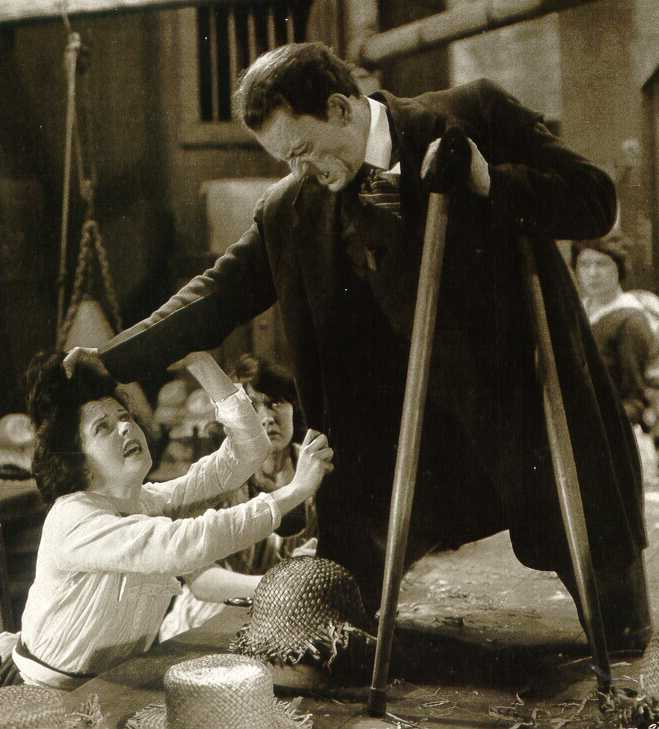
The Penalty (1920)

Ebbe un successo straordinario in America e in Europa. Fra i suoi film più celebri si ricordano Lo sconosciuto (1927), The Penalty (1920), Il gobbo di Notre Dame (1923), Il fantasma dell'Opera (1925), Il capitano di Singapore (1926) e Il fantasma del castello (1927). Diresse anche una serie di film per la Universal, e affrontò - pur con una certa riluttanza, ma con buon successo - il passaggio al cinema sonoro realizzando però un solo film parlato, The Unholy Three (1930), remake de Il trio infernale del 1925, che riuscì a terminare poco prima di morire per un cancro alla gola nel 1930. Gli era stata assegnata anche la parte di Dracula nell'omonimo film che sarebbe poi stato girato l'anno successivo alla sua morte, dove venne sostituito da Bela Lugosi.
L'eccezionale professionalità di Chaney avrebbe certamente fatto di lui l'interprete ideale di molti ruoli nei film dell'orrore che durante gli anni trenta andarono poi a Boris Karloff e a Bela Lugosi.

### Morte

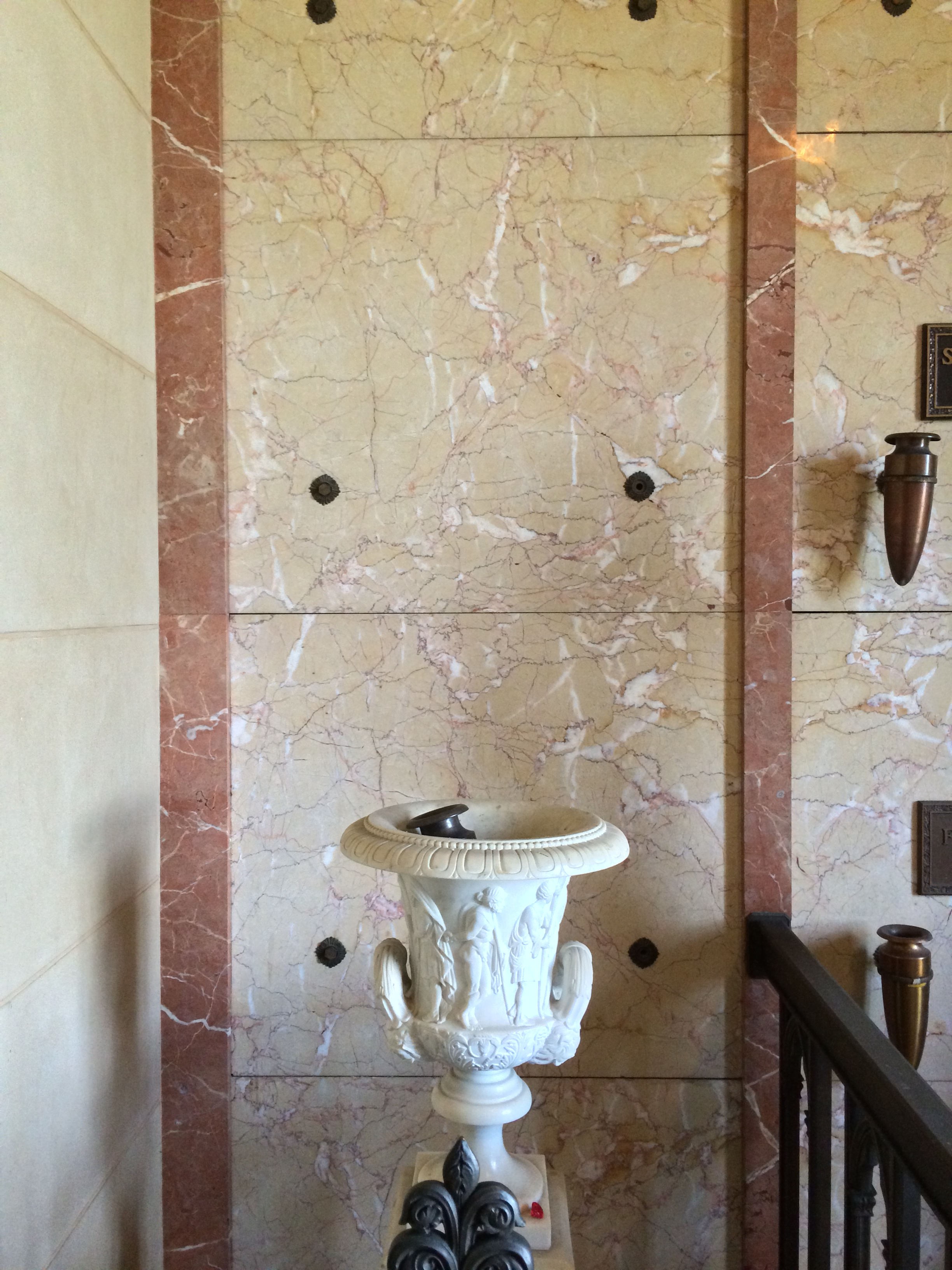
La tomba senza nome di Lon Chaney, nel Great Mausoleum, Forest Lawn Memorial Park Cemetery, Glendale, Contea di Los Angeles, California

Durante la lavorazione de Il ferroviere nell'inverno del 1929, Chaney contrasse la polmonite e, alla fine dello stesso anno, gli venne diagnosticato un cancro alla gola. La situazione degenerò quando della neve artificiale, costituita da fiocchi d'avena, gli entrò in gola durante le riprese del film creando una seria infezione. Nonostante un ciclo aggressivo di cure, le sue condizioni peggiorarono velocemente, e sette settimane dopo l'uscita nelle sale del remake sonoro de Il trio infernale, morì a Los Angeles il 26 agosto 1930, all'età di 47 anni, a causa di un'emorragia alla gola. Il suo funerale si tenne il 28 agosto a Glendale, California. Alla funzione parteciparono varie personalità dell'industria cinematografica, inclusi Paul Bern, Hunt Stromberg, Irving Thalberg, Louis B. Mayer, Lionel Barrymore, Wallace Beery, Tod Browning, Lew Cody, e Ramón Novarro. Mentre la cerimonia si svolgeva, tutti gli studi e uffici della MGM osservarono due minuti di silenzio in suo onore. Fu sepolto nel Forest Lawn Memorial Park Cemetery di Glendale, vicino alla tomba del padre Per ragioni sconosciute, la tomba di Chaney rimane tuttora anonima.
Era zio del medico statunitense Ancel Keys, figlio di sua sorella Carolyn Emma Chaney.

## Eredità
Molti dei film interpretati da Chaney sono andati perduti: la quasi totalità dei cortometraggi e molti film degli anni dieci e venti, a causa dell'alta deperibilità della pellicola, della cattiva conservazione o di incendi nei depositi delle case di produzioni cinematografiche. Uno dei casi più eclatanti di film perso tra quelli interpretati dall'attore è Il fantasma del castello del 1927, del quale l'ultima copia conosciuta andò distrutta durante un incendio in un deposito della MGM nel 1965.

## Riconoscimenti
- Alla memoria di Chaney è dedicata una stella sulla Hollywood Walk of Fame.
- Nel 1957, Chaney fu il soggetto di un film biografico intitolato L'uomo dai mille volti, nel quale viene interpretato da James Cagney.[20] Il film è un racconto ampiamente romanzato della sua vita, che pone particolare accento sulla misantropia di Chaney che notoriamente odiava lo stile di vita di Hollywood. Non rivelava mai dettagli personali sulla sua vita privata, su se stesso o sulla sua famiglia, e una volta dichiarò: "oltre i film, non esiste nessun Lon Chaney".[21]
- Il figlio di Chaney, Creighton, in seguito cambiò il proprio nome in Lon Chaney Jr., e divenne un attore cinematografico dopo la morte del padre.[22] Chaney Jr. è ricordato principalmente per i suoi ruoli in vari film horror, come l'uomo lupo in The Wolf Man (1941).[23] Nell'ottobre 1997, Chaney padre e figlio sono apparsi insieme su un francobollo commemorativo negli Stati Uniti rispettivamente come fantasma dell'Opera e uomo lupo.[24]
- Lon Chaney: A Thousand Faces è un documentario prodotto nel 2000 dallo storico del cinema muto Kevin Brownlow e la voce narrante è quella di Kenneth Branagh.[25]

## Filmografia

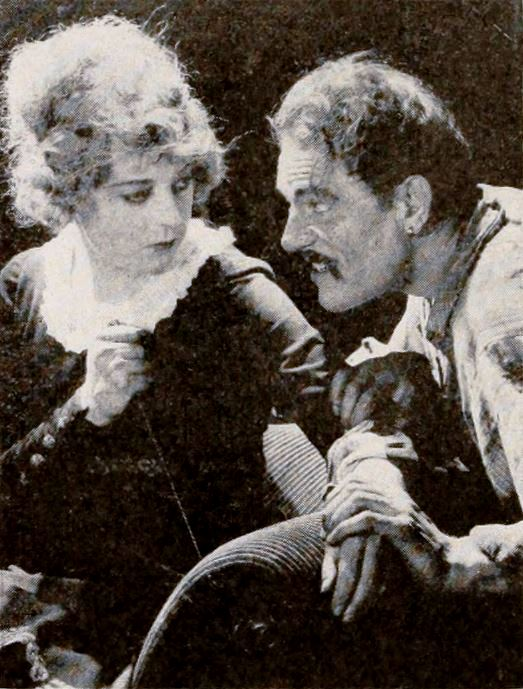
Victory (1919)

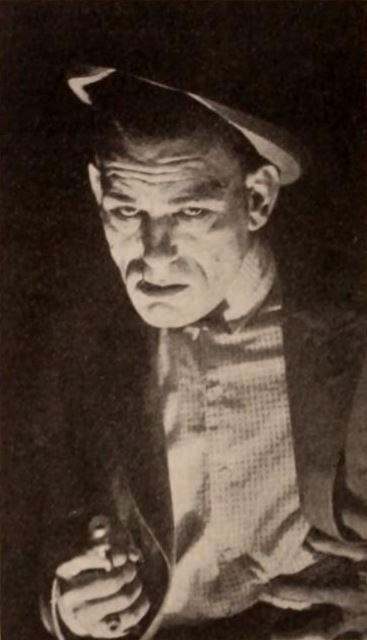
Il fuorilegge (1920)

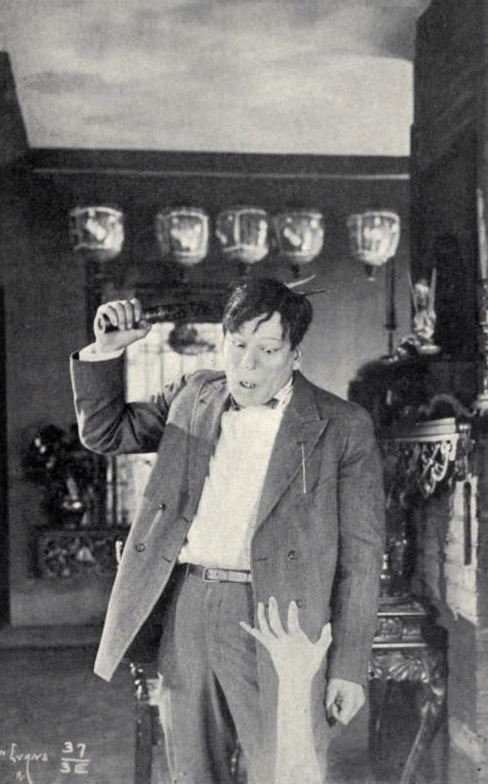
Bits of Life (1921)

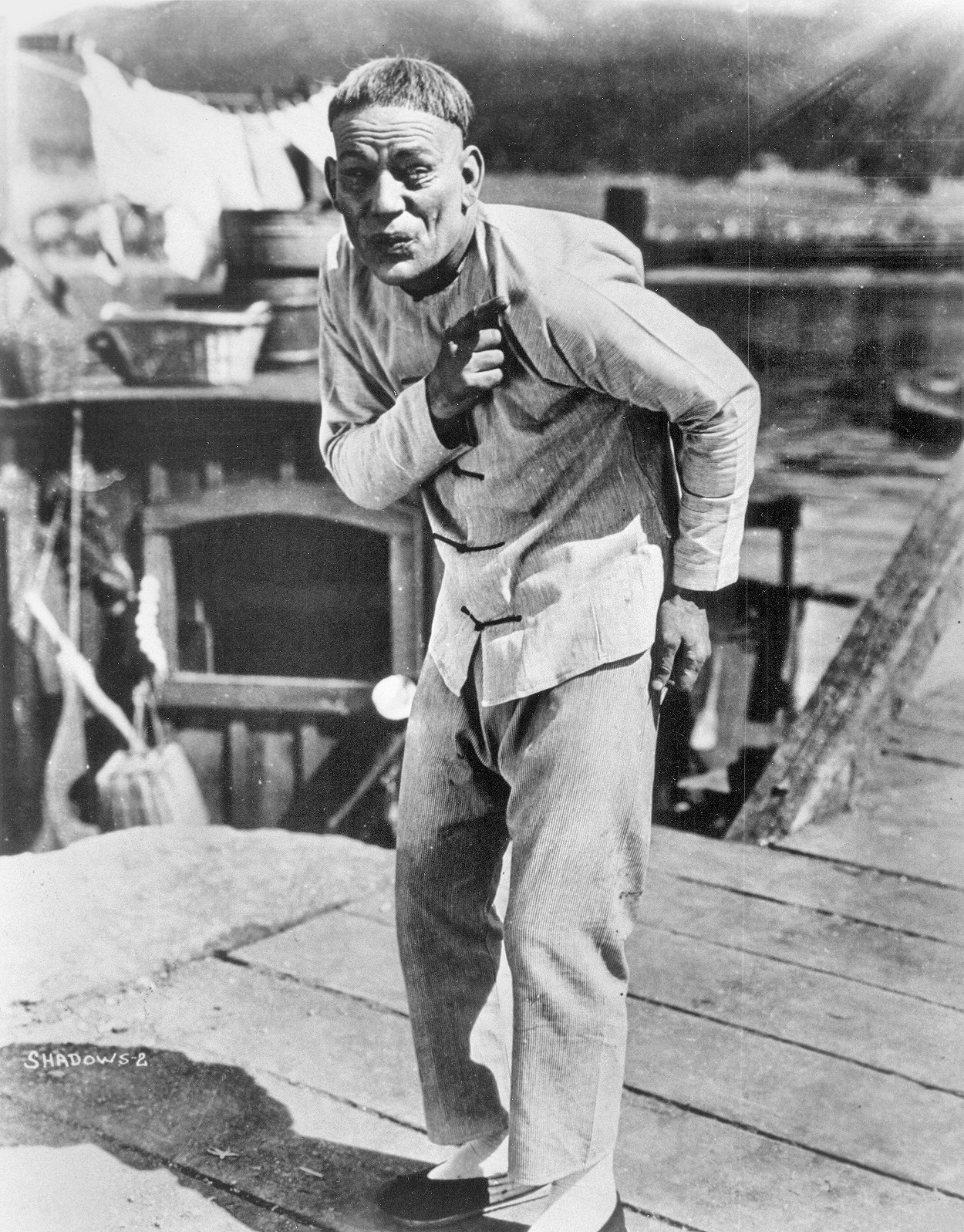
L'asiatico (1922)

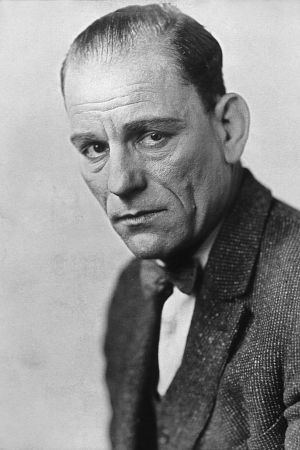
Lon Chaney nel 1923

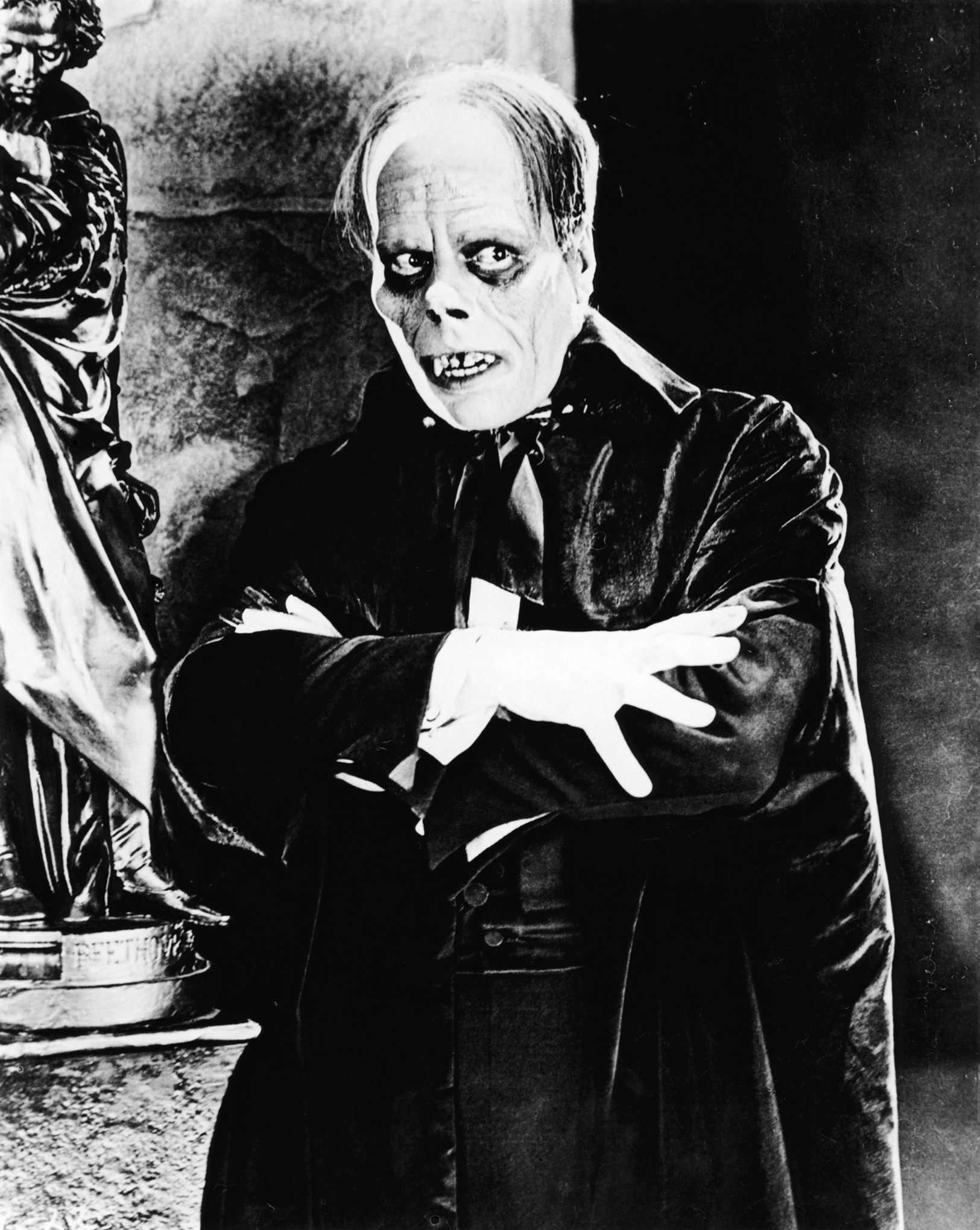
Il fantasma dell'Opera (1925)

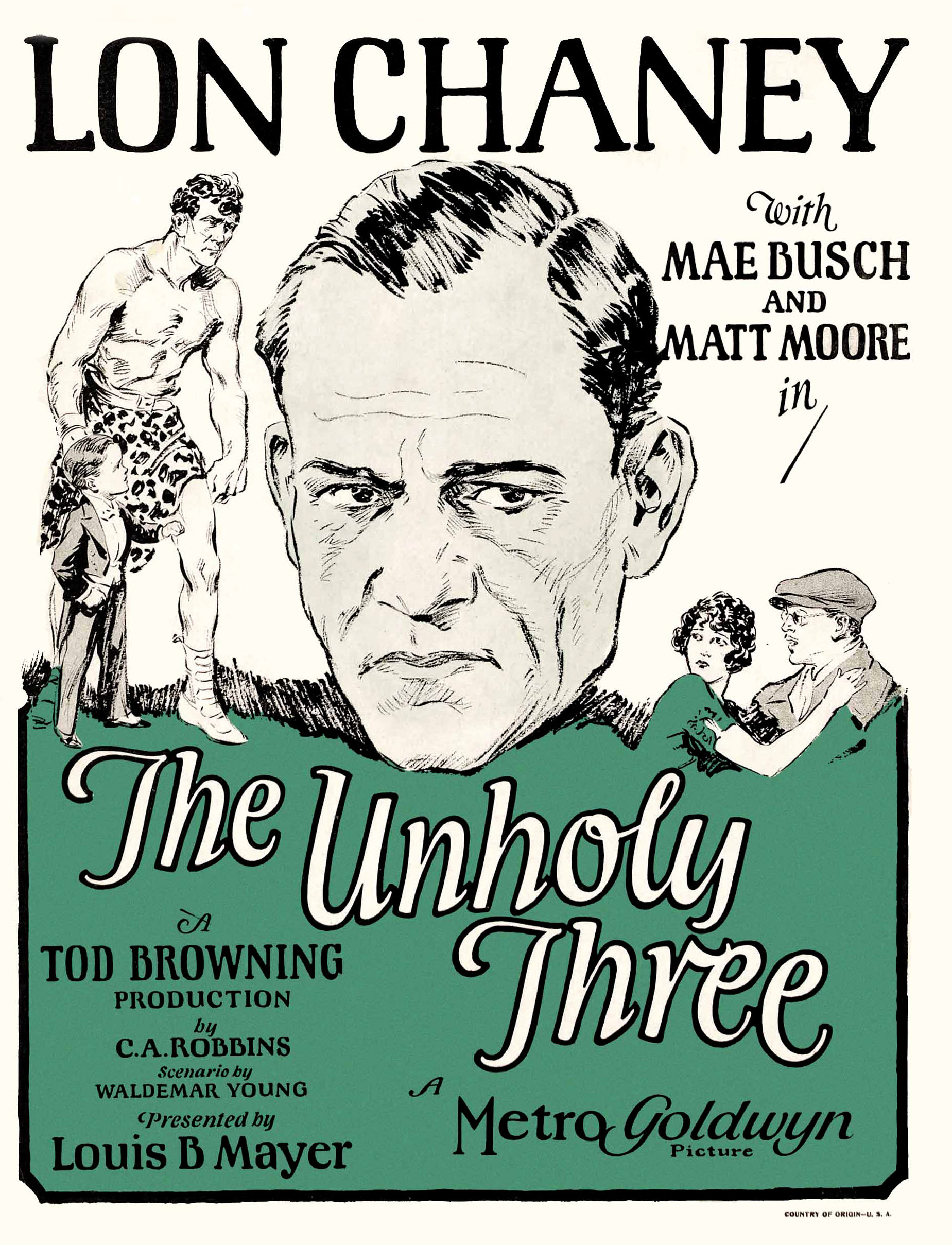
Il trio infernale (1925)

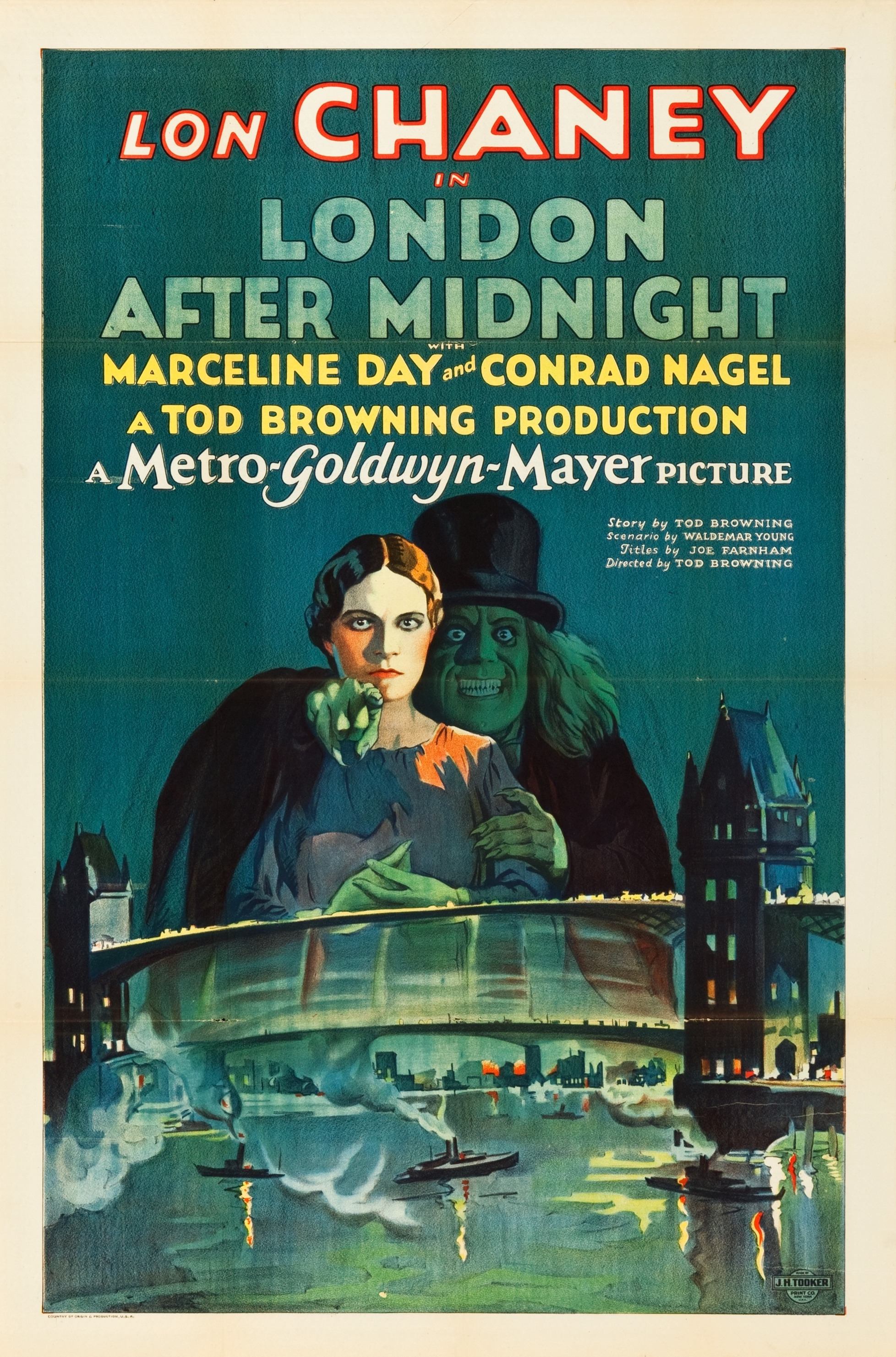
Il fantasma del castello (1927)

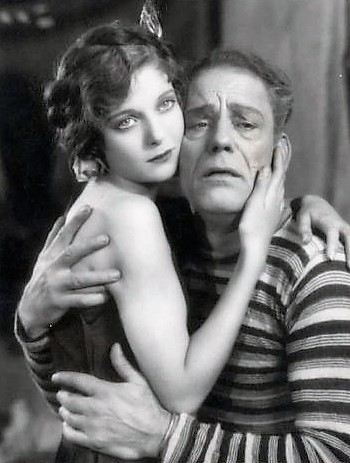
Con Loretta Young in Ridi pagliaccio (1928)

### Cortometraggi
- The Honor of the Family (1912) - Perduto
- The Ways of Fate, regia di Wallace Reid (1913) - Perduto
- Suspense, regia di Phillips Smalley e Lois Weber (1913)
- Shon the Piper, regia di Otis Turner (1913) - Perduto
- The Blood Red Tape of Charity, regia di Edwin August (1913) - Perduto
- The Restless Spirit, regia di Allan Dwan (1913) - Perduto
- Poor Jake's Demise, regia di Allen Curtis (1913)
- The Sea Urchin, regia di Edwin August (1913) - Perduto
- The Trap, regia di Edwin August (1913) - Perduto
- Almost an Actress, regia di Allen Curtis (1913) - Perduto
- An Elephant on His Hands, regia di Al Christie (1913) - Perduto
- Back to Life, regia di Allan Dwan (1913) - Perduto
- Red Margaret, Moonshiner, regia di Allan Dwan (1913) - Perduto
- Bloodhounds of the North, regia di Allan Dwan (1913) - Perduto
- The Lie, regia di Allan Dwan (1914) - Perduto
- The Honor of the Mounted, regia di Allan Dwan (1914) - Perduto
- Remember Mary Magdalen, regia di Allan Dwan (1914) - Perduto
- Discord and Harmony, regia di Allan Dwan (1914) - Perduto
- The Menace to Carlotta, regia di Allan Dwan (1914) - Perduto
- The Embezzler, regia di Allan Dwan (1914) - Perduto
- The Lamb, the Woman, the Wolf, regia di Allan Dwan (1914) - Perduto
- The End of the Feud, regia di Allan Dwan (1914) - Perduto
- The Tragedy of Whispering Creek, regia di Allan Dwan (1914) - Perduto
- The Unlawful Trade, regia di Allan Dwan (1914) - Perduto
- Heart Strings, regia di Charles Giblyn (1914) - Perduto
- The Forbidden Room, regia di Allan Dwan (1914) - Perduto
- The Old Cobbler, regia di Murdock MacQuarrie (1914) - Perduto
- The Hopes of Blind Alley, regia di Allan Dwan (1914) - Perduto
- A Ranch Romance (1914) - Perduto
- Her Grave Mistake (1914) - Perduto
- By the Sun's Rays, regia di Charles Giblyn (1914)
- The Oubliette, regia di Charles Giblyn (1914)
- A Miner's Romance (1914) - Perduto
- Her Bounty, regia di Joseph De Grasse (1914) - Perduto
- The Higher Law, regia di Charles Giblyn (1914) - Perduto
- Richelieu, regia di Allan Dwan (1914) - Perduto
- The Pipes o' Pan, regia di Joe De Grasse (1914) - Perduto
- Virtue Is Its Own Reward, regia di Joe De Grasse (1914) - Perduto
- Her Life's Story, regia di Joe De Grasse (1914) - Perduto
- Lights and Shadows, regia di Joe De Grasse (1914) - Perduto
- The Lion, the Lamb, the Man, regia di Joe De Grasse (1914) - Perduto
- A Night of Thrills, regia di Joe De Grasse (1914) - Perduto
- Her Escape, regia di Joe De Grasse (1914) - Perduto
- The Sin of Olga Brandt, regia di Joe De Grasse (1915) - Perduto
- The Star of the Sea, regia di Joe De Grasse (1915) - Perduto
- A Small Town Girl, regia di Allan Dwan (1915) - Perduto
- The Measure of a Man, regia di Joe De Grasse (1915) - Perduto
- The Threads of Fate, regia di Joe De Grasse (1915) - Perduto
- When the Gods Played a Badger Game, regia di Joe De Grasse (1915) - Perduto
- Such Is Life, regia di Joseph De Grasse (1915) - Perduto
- Where the Forest Ends, regia di Joe De Grasse (1915) - Perduto
- Outside the Gates, regia di Joe De Grasse (1915) - Perduto
- All for Peggy, regia di Joe De Grasse (1915) - Perduto
- The Desert Breed, regia di Joe De Grasse (1915) - Perduto
- Maid of the Mist, regia di Joe De Grasse (1915) - Perduto
- The Grind, regia di Joe De Grasse (1915) - Perduto
- The Girl of the Night, regia di Joe De Grasse (1915) - Perduto
- The Stool Pigeon, regia di Lon Chaney (1915) - Perduto
- For Cash, regia di Lon Chaney (1915) - Perduto
- An Idyll of the Hills, regia di Joe De Grasse (1915) - Perduto
- The Stronger Mind, regia di Joe De Grasse (1915) - Perduto
- The Oyster Dredger, regia di Lon Chaney (1915) - Perduto
- Steady Company, regia di Joe De Grasse (1915) - Perduto
- The Violin Maker, regia di Lon Chaney (1915) - Perduto
- The Trust, regia di Lon Chaney (1915) - Perduto
- Bound on the Wheel, regia di Joe De Grasse (1915) - Perduto
- Mountain Justice, regia di Joseph De Grasse (1915)
- Quits, regia di Joseph De Grasse (1915) - Perduto
- The Chimney's Secret, regia di Lon Chaney (1915) - Perduto
- The Pine's Revenge, vdi Joe De Grasse (1915) - Perduto
- The Fascination of the Fleur de Lis, regia di Joseph De Grasse (1915)
- Alas and Alack, regia di Joe De Grasse (1915)
- A Mother's Atonement, regia di Joseph De Grasse (1915)
- Lon of Lone Mountain, regia di Joe De Grasse (1915) - Perduto
- The Millionaire Paupers, regia di Joe De Grasse (1915) - Perduto
- Under a Shadow, regia di Joe De Grasse (1915) - Perduto
- Father and the Boys regia di Joseph De Grasse (1915) - Perduto
- Stronger Than Deathregia di Joseph De Grasse (1915) - Perduto
- Dolly's Scoop, regia di Joe De Grasse (1916)
- Felix on the Job, regia di George Felix (1916) - Perduto
- Accusing Evidence, regia di Allan Dwan (1916) - Perduto
- The Mask of Love, regia di Joe De Grasse (1917) - Perduto
- The Empty Gun, regia di Joe De Grasse (1917) - Perduto
- The Light in the Dark, regia di Clarence Brown (1922) - lungometraggio sopravvissuto in forma monca

### Lungometraggi
- The Grip of Jealousy, regia di Joe De Grasse (1916) - Perduto
- Tangled Hearts, regia di Joe De Grasse (1916) - Perduto
- The Gilded Spider, regia di Joe De Grasse (1916) - Perduto
- Bobbie of the Ballet, regia di Joe De Grasse (1916) - Perduto
- The Grasp of Greed, regia di Joe De Grasse (1916) - Perduto
- The Mark of Cain, regia di Joseph De Grasse (1916)
- If My Country Should Call, regia di Joe De Grasse (1916) - frammentario
- The Place Beyond the Winds, regia di Joe De Grasse (1916)
- The Price of Silence, regia di Joe De Grasse (1916) - Perduto
- The Piper's Price, regia di Joe De Grasse (1916) - Perduto
- Hell Morgan's Girl, regia di Joe De Grasse (1917) - Perduto
- The Girl in the Checkered Coat, regia di Joe De Grasse (1917) - Perduto
- The Flashlight, regia di Ida May Park (1917)  - Perduto
- A Doll's House, regia di Joe De Grasse (1917) - Perduto
- Fires of Rebellion, regia di Ida May Park (1917) - Perduto
- The Rescue, regia di Ida May Park (1917) - Perduto
- Pay Me!, regia di Joe De Grasse (1917) - Perduto
- Triumph, regia di Joseph De Grasse (1917) - 3/5 Rulli
- Anything Once, regia di Joe De Grasse (1917) - Perduto
- The Scarlet Car, regia di Joseph De Grasse (1917)
- The Grand Passion, regia di Ida May Park (1918) - Perduto
- Broadway Love, regia di Ida May Park (1918)
- The Kaiser, the Beast of Berlin, regia di Rupert Julian (1918) - Perduto
- Fast Company, regia di Lynn Reynolds (1918) - Perduto
- A Broadway Scandal, regia di Joe De Grasse (1918) - Perduto
- Riddle Gawne, regia di William S. Hart e Lambert Hillyer (1918) - 1/5 Rulli
- That Devil, Bateese, regia di William Wolbert (1918) - Perduto
- The Talk of the Town regia di Allen Holubar (1918) - Perduto
- Danger, Go Slow, regia di Robert Z. Leonard (1918) - Perduto
- La bestia nera (The Wicked Darling), regia di Tod Browning (1919)
- The False Faces, regia di Irvin Willat (1919)
- A Man's Country, regia di Henry Koller (1919) - Perduto
- Paid in Advance, regia di Allen Holubar (1919)
- L'uomo del miracolo (The Miracle Man), regia di George Loane Tucker (1919) - Perduto
- When Bearcat Went Dry, regia di Oliver L. Sellers (1919)
- Victory, regia di Maurice Tourneur (1919)
- Daredevil Jack, regia di W. S. Van Dyke (1920) - Perduto
- L'isola del tesoro (Treasure Island), regia di Maurice Tourneur (1920) - Perduto
- The Gift Supreme, regia di Oliver L. Sellers (1920)
- Nomads of the North, regia di David Hartford (1920)
- The Penalty, regia di Wallace Worsley (1920)
- Il fuorilegge (Outside the Law), regia di Tod Browning (1920)
- For Those We Love, regia di Arthur Rosson (1921) - Perduto
- Bits of Life, regia di Marshall Neilan (1921) - Perduto
- L'asso di cuori (The Ace of Hearts), regia di Wallace Worsley (1921)
- Primavera nordica (The Trap), regia di Robert Thornby (1922)
- The Night Rose rinominato Voices of the City, regia di Wallace Worsley (1921)
- Flesh and Blood, regia di Irving Cummings (1922)
- Oliviero Twist (Oliver Twist), regia di Frank Lloyd (1922)
- L'asiatico (Shadows), regia di Tom Forman (1922)
- Lo sciacallo (Quincy Adams Sawyer), regia di Clarence G. Badger (1922) - Perduto
- A Blind Bargain, regia di Wallace Worsley (1922) - Perduto
- All the Brothers Were Valiant, regia di Irvin Willat (1923)
- While Paris Sleeps, regia di Maurice Tourneur (1923)
- Il terremoto (The Shock), regia di Lambert Hillyer (1923)
- Il gobbo di Notre Dame (The Hunchback of Notre Dame), regia di Wallace Worsley (1923)
- The Next Corner, regia di Sam Wood (1924) - Perduto
- L'uomo che prende gli schiaffi (He Who Gets Slapped), regia di Victor Sjöström (1924)
- The Monster, regia di Roland West (1925)
- Il trio infernale (The Unholy Three), regia di Tod Browning (1925)
- Il fantasma dell'Opera (The Phantom of the Opera), regia di Rupert Julian (1925)
- La torre delle menzogne (The Tower of Lies), regia di Victor Sjöström (1925)  - Perduto
- Il corvo (The Blackbird), regia di Tod Browning (1926)
- Il capitano di Singapore (The Road to Mandalay), regia di Tod Browning (1926)
- I fanti del mare (Tell It to the Marines), regia di George W. Hill (1926)
- Mr. Wu, regia di William Nigh (1927)
- Lo sconosciuto (The Unknown), regia di Tod Browning (1927)
- Il fantasma del castello (London After Midnight), regia di Tod Browning (1927) - Perduto
- Mockery, regia di Benjamin Christensen (1927)
- La grande città (The Big City), regia di Tod Browning (1928) - Perduto
- Ridi pagliaccio (Laugh, Clown, Laugh), regia di Herbert Brenon (1928)
- Mentre la città dorme (While the City Sleeps), regia di Jack Conway (1928)
- La serpe di Zanzibar (West of Zanzibar), regia di Tod Browning (1928)
- Il ferroviere (Thunder), regia di William Nigh (1929) - Perduto
- Vendetta d'oriente (Where East Is East), regia di Tod Browning (1929)
- The Unholy Three, regia di Jack Conway (1930)